# Олне ла Ривијер
Олне ла Ривијер (фр. Aulnay-la-Rivière) насеље је и општина у централној Француској у региону Центар (регион), у департману Лоаре која припада префектури Питивје.
По подацима из 2011. године у општини је живело 508 становника, а густина насељености је износила 31,47 становника/km². Општина се простире на површини од 16,14 km². Налази се на средњој надморској висини од 110 метара (максималној 137 m, а минималној 82 m).

## Демографија
| 1962. | 1968. | 1975. | 1982. | 1990. | 1999. | 2011. |
| ----- | ----- | ----- | ----- | ----- | ----- | ----- |
| 372   | 340   | 362   | 388   | 464   | 492   | 508   |

График промене броја становника у току последњих година